# جرم واقعی (فیلم ۱۹۹۶)
جرم واقعی (انگلیسی: True Crime) یک فیلم مهیج روان‌شناختی آمریکایی است که توسط کارگردان و نویسنده پت وردوچی در سال ۱۹۹۶ ساخته شده‌است. در این فیلم آلیسیا سیلورستون، کوین دیلون، بیل نون، مایکل بوون و مارلا سوکولف به ایفای نقش می‌پردازند